# تومي والش
تومي والش (بالإنجليزية: Tommy Walsh)‏ هو لاعب قذف أيرلندي، ولد في 27 مايو 1983 في Tullaroan ‏ في جمهورية أيرلندا.